# Skradin
Skradin (wł. Scardona) – miasto w Chorwacji, w żupanii szybenicko-knińskiej, siedziba miasta Skradin. W 2011 roku liczył 588 mieszkańców.

## Charakterystyka
Skradin jest położony w Dalmacji, na lewym brzegu Krki, 19 km na północ od Szybenika. Stanowi ośrodek turystyczny.
Prawa miejskie uzyskał pod panowaniem weneckim w 1705 roku.